# Germersheim
Germersheim (pronunciación en alemán: /ˈɡɛʁmɐsˌhaɪ̯m/ⓘ) es un municipio y la ciudad capital del distrito de Germersheim, en el estado federado de Renania-Palatinado (Alemania). Su población estimada a finales de 2016 era de 20 777 habitantes.
Se encuentra ubicado al sur del estado, cerca de la orilla izquierda del río Rin, y de la frontera con Francia y el estado de Baden-Wurtemberg.

## Historia
Villa del Electorado del Palatinado, en 1674 durante la guerra franco-neerlandesa fue destruida por las tropas francesas comandas por el mariscal Enrique de la Tour d'Auvergne-Bouillon. Anexionada por Francia entre 1797-1814. En 1816 pasó a manos del Reino de Baviera.